# Дискография Fall Out Boy
Дискография американской рок-группы Fall Out Boy включает в себя 8 студийных альбомов, 9 мини-альбомов, 2 концертных альбома, 1 ремиксовый альбом, 1 микстейп, 2 сборника лучших хитов, 32 сингла и 47 музыкальных видеоклипов.
Группа была основана в 2001 году в городе Уилметт (штат Иллинойс) двумя друзьями Питом Венцем и Джо Троманом, игравшими на тот момент в местных чикагских хардкор-панк- и метал-группах. Позже в качестве вокалиста в группу был привлечён Патрик Стамп. Fall Out Boy дебютировали сплит-альбомом Project Rocket / Fall Out Boy (2002) и мини-альбомов Fall Out Boy’s Evening Out with Your Girlfriend (2003), выпущенными на лейбле Uprising Records. После релиза последнего к группе присоединился барабанщик Энди Хёрли, а Патрик Стамп взял гитару, образовав текущий состав группы.
После подписания контракта с инди-лейблом Fueled by Ramen Fall Out Boy выпустили свой первый полноформатный студийный альбом Take This to Your Grave (2003). После выхода альбома группа подписала контракт с крупным лейблом Island Records.
Их второй студийный альбом From Under the Cork Tree (2005) получил большой коммерческий успех, достигнув 9-й строчки в чарте Billboard 200, и был сертифицирован Американской ассоциацией звукозаписывающих компаний (RIAA) как дважды платиновый. Популярность альбома способствовала успеху его первых двух синглов, которые попали в десятку Billboard Hot 100 и были проданы тиражом более двух миллионов загрузок каждый.
Третий студийный альбом Fall Out Boy Infinity on High (2007) дебютировал на первой строчке чарта Billboard 200 и был продан тиражом 260 000 экземпляров в первую неделю, также он был сертифицирован RIAA как платиновый. Первый сингл с этого альбома «This Ain’t a Scene, It’s an Arms Race» достиг второго места в топе Billboard Hot 100, а также попал в первую десятку чартов в таких странах как Канада, Новая Зеландия и Великобритания. Второй сингл «Thnks fr th Mmrs» достиг 11-й строчки в Billboard Hot 100 и был продан тиражом 2 400 000 загрузок. С альбома Infinity on High синглами также стали композиции «„The Take Over, the Breaks Over“» и «I’m Like a Lawyer with the Way I’m Always Trying to Get You Off (Me & You)».
Четвёртый студийный альбом группы Folie à Deux (2008) дебютировал под номером восемь в Billboard 200 и был продан тиражом 149 000 экземпляров в первую неделю, также он был сертифицирован RIAA как золотой. С этого альбома синглами были выбраны три песни, наиболее успешной из которых стала «I Don’t Care», достигшая 21-й строчки в чарте Billboard Hot 100 и сертифицированная RIAA как платиновая.
В ноябре 2009 года Fall Out Boy выпустили сборник лучших хитов Believers Never Die — Greatest Hits и объявили о намерении уйти в бессрочный отпуск. Четыре года спустя группа выпустила сингл «My Songs Know What You Did in the Dark (Light Em Up)», тем самым объявив об окончании перерыва. Сингл достиг 13-й строчки в чарте Billboard Hot 100 и впоследствии стал пятикратно платиновым.
Пятый студийный альбом Fall Out Boy Save Rock and Roll (2013) дебютировал под номером один в чарте Billboard 200 и был продан тиражом 154 000 копий в первую неделю. Позднее в этом же году был выпущен хардкор-панк мини-альбом PAX AM Days.
В сентябре 2014 года был выпущен сингл «Centuries», который достиг 10-й строчки в чарте Billboard Hot 100 и получил четырёхкратно платиновую сертификацию от RIAA. Шестой студийный альбом American Beauty/American Psycho (2015) был продан тиражом 192 000 копий в первую неделю и стал третьим альбомом группы, достигшим первой строчки в чарте Billboard 200. В октябре 2015 года Fall Out Boy выпустили ремикс-альбом Make America Psycho Again, который является альбомом хип-хоп ремиксов различных рэп-исполнителей на последнюю пластинку American Beauty/American Psycho.
За свою карьеру Fall Out Boy продали более 7,5 миллионов копий альбомов по всему миру.

## Альбомы

### Студийные альбомы
| 2003                                                                  | Take This to Your Grave Детали - Релиз: 6 мая - Лейбл: Fueled by Ramen - Формат(ы): LP, CD - Длительность: 39:26                              | — | —  | —  | —   | —  | —  | —  | —  | —  | 96 | Список RIAA: Золото BPI: Золото                                                             |
| 2005                                                                  | From Under the Cork Tree Детали - Релиз: 3 мая - Лейбл: Island Records - Формат(ы): LP, CD, ЦД - Длительность: 43:00                          | 9 | 87 | 7  | 131 | —  | 32 | 86 | 29 | —  | 12 | Список RIAA: 2× Платина BPI: Платина MC: 2× Платина                                         |
| 2007                                                                  | Infinity on High Детали - Релиз: 6 февраля - Лейбл: Island Records - Формат(ы): LP, CD, ЦД - Длительность: 47:49                              | 1 | 4  | 2  | 17  | 25 | 6  | 11 | 1  | 75 | 3  | Список RIAA: Платина ARIA: 2× Платина BPI: Платина IRMA: Платина MC: Платина RIANZ: Платина |
| 2008                                                                  | Folie à Deux Детали - Релиз: 16 декабря - Лейбл: Island Records - Формат(ы): LP, CD, ЦД - Длительность: 50:32                                 | 8 | 9  | 21 | 41  | 48 | 52 | 6  | 26 | 84 | 39 | Список RIAA: Золото ARIA: Платина BPI: Золото                                               |
| 2013                                                                  | Save Rock and Roll Детали - Релиз: 16 апреля - Лейбл: Island Records - Формат(ы): LP, CD, ЦД - Длительность: 41:37                            | 1 | 2  | 1  | 25  | 15 | 4  | 9  | 2  | 31 | 2  | Список BPI: Золото MC: Золото                                                               |
| 2015                                                                  | American Beauty/American Psycho Детали - Релиз: 20 января - Лейбл: Island Records, DCD2 Records - Формат(ы): LP, CD, ЦД - Длительность: 39:04 | 1 | 3  | 1  | 55  | 12 | 6  | 9  | 4  | 15 | 2  | Список RIAA: Золото BPI: Золото MC: Золото                                                  |
| 2018                                                                  | Mania Детали - Релиз: 19 января - Лейбл: Island Records, DCD2 Records - Формат(ы): LP, CD, ЦД - Длительность: 35:46                           | 1 | 3  | 2  | 50  | 5  | 12 | 15 | 6  | 10 | 2  | Список BPI: Серебро                                                                         |
| 2023                                                                  | So Much (For) Stardust Детали - Релиз: 24 марта - Лейбл: Fueled By Ramen, DCD2 - Формат(ы): CD, CS, DL, LP - Длительность: 44:20              | — | —  | —  | —   | —  | —  | —  | —  | —  |    |                                                                                             |
| «—» означает, что альбом не попал в чарт или не был выпущен в стране. | |   |    |    |     |    |    |    |    |    |    |                                                                                             |

### Концертные альбомы
| 2008                                                                  | Live in Phoenix Детали - Релиз: 1 апреля - Лейбл: Island Records - Формат(ы): CD, DVD, ЦД - Длительность: 56:02 (CD) | 1 | 32 | 51 | 114 | 147 | RIAA: Платина |
| 2013                                                                  | Live in Tokyo Детали - Релиз: 7 августа - Лейбл: Universal Japan - Формат(ы): CD, DVD, ЦД - Длительность: 24:14      | — | —  | —  | 126 | —   |               |
| «—» означает, что альбом не попал в чарт или не был выпущен в стране. | |   |    |    |     |     |               |

### Мини-альбомы
| Год                                                                   | Детали | Высшие позиции в чартах             | Высшие позиции в чартах             | Высшие позиции в чартах             | Высшие позиции в чартах             | Высшие позиции в чартах             | Высшие позиции в чартах             |
| Год                                                                   | Детали | США                                 | США (Альт.)                         | США (Рок)                           | АВС                                 | ВЕЛ                                 | ВЕЛ (Рок)                           |
| --------------------------------------------------------------------- | --- | ----------------------------------- | ----------------------------------- | ----------------------------------- | ----------------------------------- | ----------------------------------- | ----------------------------------- |
| 2002                                                                  | Project Rocket / Fall Out Boy (совместно с Project Rocket) Детали - Релиз: 28 мая - Лейбл: Uprising Records - Формат(ы): CD - Длительность: 17:51     | —                                   | —                                   | —                                   | —                                   | —                                   | —                                   |
| 2003                                                                  | Fall Out Boy’s Evening Out with Your Girlfriend Детали - Релиз: 25 февраля - Лейбл: Uprising Records - Формат(ы): CD - Длительность: 29:39            | —                                   | —                                   | —                                   | —                                   | —                                   | —                                   |
| 2004                                                                  | My Heart Will Always Be the B-Side to My Tongue Детали - Релиз: 18 мая - Лейбл: Fueled by Ramen - Формат(ы): CD, DVD - Длительность: 15:40 (CD)       | 153                                 | —                                   | —                                   | —                                   | —                                   | —                                   |
| 2007                                                                  | Leaked in London Детали - Релиз: 6 февраля - Лейбл: Island Records - Формат(ы): ЦД - Длительность: 15:55                                              | —                                   | —                                   | —                                   | —                                   | —                                   | —                                   |
| 2009                                                                  | America’s Suitehearts: Remixed, Retouched, Rehabbed & Retoxed Детали - Релиз: 27 апреля - Лейбл: Island Records - Формат(ы): ЦД - Длительность: 12:53 | —                                   | —                                   | —                                   | —                                   | —                                   | —                                   |
| 2013                                                                  | PAX AM Days Детали - Релиз: 15 октября - Лейбл: Island Records, PAX AM - Формат(ы): CD, 7", ЦД - Длительность: 13:19                                  | 25                                  | 7                                   | 10                                  | 59                                  | 81                                  | 6                                   |
| 2018                                                                  | Spotify SinglesДетали - Релиз: 21 февраля - Лейбл: Island Records, DCD2 - Формат(ы): Streaming - Длительность: 7:43                                   | —                                   | —                                   | —                                   | —                                   | —                                   | —                                   |
| 2018                                                                  | LlamaniaДетали - Релиз: 23 февраля - Лейбл: Island - Формат(ы): CD, 7" - Длительность: 3:47                                                           | Предоставлено избранным поклонникам | Предоставлено избранным поклонникам | Предоставлено избранным поклонникам | Предоставлено избранным поклонникам | Предоставлено избранным поклонникам | Предоставлено избранным поклонникам |
| 2018                                                                  | Lake Effect KidДетали - Релиз: 23 август - Лейбл: Island - Формат(ы): DL - Длительность: 10:50                                                        | —                                   | —                                   | —                                   | —                                   | —                                   | —                                   |
| «—» означает, что альбом не попал в чарт или не был выпущен в стране. | |                                     |                                     |                                     |                                     |                                     |                                     |

### Ремиксовые альбомы
| Год  | Детали | Высшие позиции в чартах | Высшие позиции в чартах |
| Год  | Детали | США                     | ВЕЛ                     |
| ---- | --- | ----------------------- | ----------------------- |
| 2015 | Make America Psycho Again Детали - Релиз: 30 октября - Лейбл: Island Records, DCD2 Records - Формат(ы): CD, ЦД - Длительность: 41:07 | 107                     | 88                      |

### Микстейпы
| Год  | Детали |
| ---- | --- |
| 2008 | CitizensFOB Mixtape: Welcome to the New Administration Детали - Релиз: 25 августа - Лейбл: DCD2 Records - Формат(ы): CD, ЦД - Длительность: 44:46 |

### Сборники
| Год  | Детали | Высшие позиции в чартах | Высшие позиции в чартах | Высшие позиции в чартах | Высшие позиции в чартах | Высшие позиции в чартах | Высшие позиции в чартах | Высшие позиции в чартах | Сертификации |
| Год  | Детали | США                     | США (Альт.)             | США (Рок)               | АВС                     | ЯПО                     | ИРЯ                     | ВЕЛ                     | Сертификации |
| ---- | --- | ----------------------- | ----------------------- | ----------------------- | ----------------------- | ----------------------- | ----------------------- | ----------------------- | ------------ |
| 2009 | Believers Never Die — Greatest Hits - Релиз: 17 ноября - Лейбл: Island Records - Формат(ы): CD, ЦД - Длительность: 64:00 | 77                      | 14                      | 21                      | 25                      | 19                      | 79                      | 88                      | BPI: Золото  |
| 2012 | Icon - Релиз: 6 марта - Лейбл: Island Records - Формат(ы): CD, ЦД - Длительность: 64:00                                  |                         |                         |                         |                         |                         |                         |                         |              |

## Синглы
| 2003                                                                 | «Dead on Arrival»                                                            | —  | —  | —  | —   | —  | —  | —  | —  | —  | Take This to Your Grave                                 |
| 2003                                                                 | «Grand Theft Autumn/Where is Your Boy»                                       | —  | —  | —  | —   | —  | —  | —  | —  | —  | Take This to Your Grave                                 |
| 2003                                                                 | «Saturday»                                                                   | —  | —  | —  | —   | —  | —  | —  | —  | —  | Take This to Your Grave                                 |
| 2005                                                                 | «Sugar, We're Goin Down»                                                     | 8  | 3  | 6  | —   | —  | 33 | 99 | —  | 8  | From Under the Cork Tree                                |
| 2005                                                                 | «Dance, Dance»                                                               | 9  | 2  | 5  | —   | 3  | 35 | —  | —  | 8  | From Under the Cork Tree                                |
| 2006                                                                 | «A Little Less Sixteen Candles, a Little More "Touch Me"»                    | 65 | 38 | 33 | —   | —  | —  | —  | —  | 38 | From Under the Cork Tree                                |
| 2006                                                                 | «The Carpal Tunnel of Love»                                                  | —  | —  | —  | —   | —  | —  | —  | —  | —  | Infinity on High                                        |
| 2007                                                                 | «This Ain’t a Scene, It’s an Arms Race»                                      | 2  | 8  | 14 | 4   | 4  | 5  | 41 | 1  | 2  | Infinity on High                                        |
| 2007                                                                 | «Thnks fr th Mmrs»                                                           | 11 | 19 | 13 | 3   | 12 | 17 | 81 | 11 | 12 | Infinity on High                                        |
| 2007                                                                 | «"The Take Over, the Breaks Over"»                                           | —  | —  | —  | 17  | —  | 24 | —  | 30 | 48 | Infinity on High                                        |
| 2007                                                                 | «I’m Like a Lawyer with the Way I’m Always Trying to Get You Off (Me & You)» | 68 | —  | 24 | 28  | —  | —  | —  | 33 | 91 | Infinity on High                                        |
| 2008                                                                 | "Beat It" (feat. Джон Мейер)                                                 | 19 | —  | —  | 13  | 8  | 21 | 98 | 14 | 21 | Live in Phoenix                                         |
| 2008                                                                 | «I Don’t Care»                                                               | 21 | 21 | 22 | 20  | 35 | 31 | —  | —  | 33 | Folie à Deux                                            |
| 2009                                                                 | «America’s Suitehearts»                                                      | 78 | —  | 30 | 26  | —  | —  | —  | —  | 76 | Folie à Deux                                            |
| 2009                                                                 | «Headfirst Slide into Cooperstownon a Bad Bet»                               | 74 | —  | —  | —   | 64 | —  | —  | —  | —  | Folie à Deux                                            |
| 2009                                                                 | «What a Catch, Donnie»                                                       | 94 | —  | —  | —   | 95 | —  | —  | —  | —  | Folie à Deux                                            |
| 2009                                                                 | «Alpha Dog»                                                                  | —  | —  | —  | 64  | —  | —  | —  | —  | —  | Folie à Deux                                            |
| 2013                                                                 | «My Songs Know What You Did in the Dark (Light Em Up)»                       | 13 | 7  | 7  | 30  | 19 | 33 | 63 | 13 | 5  | Save Rock and Roll                                      |
| 2013                                                                 | «The Phoenix»                                                                | 80 | 35 | —  | 86  | 73 | 72 | —  | 40 | 36 | Save Rock and Roll                                      |
| 2013                                                                 | «Alone Together»                                                             | 71 | —  | 21 | 40  | —  | —  | —  | —  | 81 | Save Rock and Roll                                      |
| 2013                                                                 | «Young Volcanoes»                                                            | —  | —  | —  | —   | —  | —  | —  | —  | 64 | Save Rock and Roll                                      |
| 2014                                                                 | «Centuries»                                                                  | 10 | 4  | 13 | 55  | 26 | 59 | —  | 32 | 22 | American Beauty/American Psycho                         |
| 2014                                                                 | «Immortals»                                                                  | 72 | —  | —  | 82  | 71 | —  | —  | —  | 84 | Big Hero 6 (Original Motion Picture Soundtrack) & AB/AP |
| 2014                                                                 | «American Beauty/American Psycho»                                            | —  | —  | —  | —   | —  | —  | —  | —  | 61 | American Beauty/American Psycho                         |
| 2015                                                                 | «Uma Thurman»                                                                | 22 | 24 | 7  | —   | 67 | —  | —  | —  | 71 | American Beauty/American Psycho                         |
| 2015                                                                 | «Irresistible»/«Irresistible» (п. у. Деми Ловато)                            | 48 | —  | 23 | 104 | 82 | —  | —  | —  | 70 | American Beauty/American Psycho                         |
| 2016                                                                 | «Ghostbusters (I'm Not Agraid)» (п. у. Мисси Эллиотт)                        | —  | —  | —  | —   | —  | —  | —  | —  | —  | Ghostbuster                                             |
| 2017                                                                 | «Young and Menace»                                                           | —  | —  | —  | 97  | —  | —  | —  | —  | 67 | Mania                                                   |
| 2017                                                                 | «Champion»                                                                   | —  | —  | —  | —   | —  | —  | —  | —  | —  | Mania                                                   |
| 2017                                                                 | «The Last of the Real Ones»                                                  | —  | —  | —  | 83  | —  | —  | —  | —  | 84 | Mania                                                   |
| 2017                                                                 | «Hold Me Tight or Don't»                                                     | —  | —  | —  | —   | —  | —  | —  | —  | 99 | Mania                                                   |
| 2018                                                                 | «Wilson (Expensive Mistakes)»                                                | —  | —  | —  | —   | —  | —  | —  | —  | —  | Mania                                                   |
| 2018                                                                 | «City in a Garden»                                                           | —  | —  | —  | —   | —  | —  | —  | —  | —  | Lake Effect Kid                                         |
| 2019                                                                 | «Dear Fitire Self (Hands Up)» (п. у. Вайклеф Жан)                            | —  | —  | —  | —   | —  | —  | —  | —  | —  | Greatest Hits: Believers Never Die – Volume Two         |
| 2019                                                                 | «Bob Dylan»                                                                  | —  | —  | —  | —   | —  | —  | —  | —  | —  | Greatest Hits: Believers Never Die – Volume Two         |
| 2023                                                                 | «Love from the Other Side»                                                   | —  | —  | —  | —   | —  | —  | —  | —  | 68 | So Much (For) Stardust                                  |
| 2023                                                                 | «Heartbreak Feels So Good»                                                   | —  | —  | —  | —   | —  | —  | —  | —  | —  | So Much (For) Stardust                                  |
| «—» означает, что сингл не попал в чарт или не был выпущен в стране. |                                                                              |    |    |    |     |    |    |    |    |    |                                                         |

### Другие песни в чартах
| 2007                                                                         | «The Carpal Tunnel of Love»               | 81  | —  | —   | —  | Infinity on High                    |
| 2008                                                                         | «The (Shipped) Gold Standard»             | 120 | —  | —   | —  | Folie à Deux                        |
| 2009                                                                         | «„From Now on We Are Enemies“»            | —   | —  | —   | 35 | Believers Never Die — Greatest Hits |
| 2013                                                                         | «Where Did the Party Go»                  | —   | 43 | —   | —  | Save Rock and Roll                  |
| 2013                                                                         | «The Mighty Fall» (п. у. Биг Шона)        | —   | 47 | —   | —  | Save Rock and Roll                  |
| 2013                                                                         | «Save Rock and Roll» (п. у. Элтона Джона) | —   | 28 | —   | —  | Save Rock and Roll                  |
| 2013                                                                         | «Love, Sex, Death»                        | —   | —  | —   | 35 | PAX AM Days                         |
| 2014                                                                         | «The Kids Aren’t Alright»                 | 118 | 10 | 189 | —  | American Beauty/American Psycho     |
| 2015                                                                         | «Fourth of July»                          | —   | 18 | —   | 3  | American Beauty/American Psycho     |
| 2015                                                                         | «Jet Pack Blues»                          | —   | 24 | —   | 12 | American Beauty/American Psycho     |
| 2015                                                                         | «Novocaine»                               | —   | 31 | —   | 13 | American Beauty/American Psycho     |
| 2015                                                                         | «Twin Skeleton’s (Hotel in NYC)»          | —   | 34 | —   | 19 | American Beauty/American Psycho     |
| 2015                                                                         | «Favorite Record»                         | —   | 37 | —   | 20 | American Beauty/American Psycho     |
| «—» означает, что композиция не попала в чарт или не была выпущена в стране. |                                           |     |    |     |    |                                     |

### Другие работы
| Год  | Название                                                                  | Альбом                                          |
| ---- | ------------------------------------------------------------------------- | ----------------------------------------------- |
| 2003 | «Save Your Generation» (кавер на Jawbreaker)                              | Bad Scene, Everyone’s Fault: Jawbreaker Tribute |
| 2003 | «Yule Shoot Your Eye Out»                                                 | A Santa Cause: It’s a Punk Rock Christmas       |
| 2004 | «Grand Theft Autumn/Where Is Your Boy» (акустическая версия)              | Atticus: Dragging the Lake 3                    |
| 2005 | «Start Today» (кавер на Gorilla Biscuits)                                 | Tony Hawk’s American Wasteland                  |
| 2005 | «Nobody Puts Baby in the Corner» (акустическая версия)                    | MySpace Records Vol. 1                          |
| 2005 | «Roxanne» (кавер на The Police)                                           | ¡Policia!: A Tribute to the Police              |
| 2007 | «What’s This?» (кавер на Дэнни Эльфмана)                                  | The Nightmare Before Christmas: Special Edition |
| 2007 | «One and Only» (совместно с Тимбалэндом)                                  | Shock Value                                     |
| 2014 | «Saturday Night’s Alright for Fighting» (кавер на Элтона Джона)           | Goodbye Yellow Brick Road: Revisited & Beyond   |
| 2014 | «Back to Earth» (совместно со Стивом Аоки)                                | Neon Future I                                   |
| 2015 | «Stayin Out All Night» (совместно с Уизом Халифа) [ремикс Boys of Zummer] | Неальбомный сингл                               |
| 2015 | «I Wan’na Be Like You (The Monkey Song)»                                  | We Love Disney                                  |
| 2017 | «The Night Begins to Shine» (кавер на B.E.R.)                             | Teen Titans Go!                                 |
| 2019 | «I've Been Waiting» (совместно с Lil Peep и ILoveMakonnen)                | Diamonds                                        |

## Саундтреки
Данный список составлен на основе информации с сайта IMDb.com
| Год  |    | Материал                                                               | Альбом                                                                         | Название композиции                                                                       |
| ---- | -- | ---------------------------------------------------------------------- | ------------------------------------------------------------------------------ | ----------------------------------------------------------------------------------------- |
| 2004 | ки | Burnout 3: Takedown                                                    |                                                                                | «Reinventing the Wheel to Run Myself Over»                                                |
| 2005 | ки | Madden NFL 06                                                          |                                                                                | «Dance, Dance»                                                                            |
| 2005 | ки | Burnout Revenge                                                        |                                                                                | «Dance, Dance»                                                                            |
| 2005 | с  | Сверхъестественное (1 сезон 5 эпизод «Кровавая Мэри»)                  |                                                                                | «Sugar, We’re Goin Down»                                                                  |
| 2005 | ф  | Туман                                                                  |                                                                                | «Sugar, We’re Goin Down»                                                                  |
| 2005 | ки | Tony Hawk’s American Wasteland                                         | Tony Hawk's American Wasteland                                                 | «Start Today» (кавер на Gorilla Biscuits)                                                 |
| 2005 | с  | Холм одного дерева (3 сезон 2 эпизод «Со дна морского»)                |                                                                                | «Sugar, We’re Goin Down»                                                                  |
| 2005 | с  | Холм одного дерева (3 сезон 4 эпизод «Устранение неполадок»)           |                                                                                | «Dance, Dance»                                                                            |
| 2006 | ки | FlatOut 2                                                              | From Under the Cork Tree                                                       | «7 Minutes In Heaven (Atavan Halen)»                                                      |
| 2006 | ки | FlatOut 2                                                              | From Under the Cork Tree                                                       | «Snitches And Talkers Get Stitches And Walkers»                                           |
| 2006 | с  | Холм одного дерева (3 сезон 10 эпизод «Отвага»)                        |                                                                                | «Sugar, We’re Goin Down»                                                                  |
| 2006 | с  | Холм одного дерева (3 сезон 15 эпизод «Наслаждайся фейерверком»)       |                                                                                | «A Little Less Sixteen Candles, a Little More 'Touch Me'»                                 |
| 2006 | с  | Холм одного дерева (3 сезон 18 эпизод «Жизнь наперекосяк»)             | Friends with Benefit: Music from the Television Series One Tree Hill, Volume 2 | «I've Got a Dark Alley and a Bad Idea That Says You Should Shut Your Mouth (Summer Song)» |
| 2006 | с  | Холм одного дерева                                                     | Music from One Tree Hill                                                       | «I Don't Care»                                                                            |
| 2007 | ки | SingStar Rocks!                                                        |                                                                                | «Dance, Dance»                                                                            |
| 2007 | ки | SingStar Amped                                                         |                                                                                | «This Ain't a Scene, It's an Arms Race»                                                   |
| 2007 | ки | SingStar Pop Hits                                                      |                                                                                | «Dance, Dance»                                                                            |
| 2007 | ки | Rock Band                                                              |                                                                                | «Dead on Arrival»                                                                         |
| 2007 | тф | Holiday Festival on Ice 2007                                           |                                                                                | «What's This» (кавер на Дэнни Эльфмана)                                                   |
| 2008 | ки | SingStar Pop Vol 2                                                     |                                                                                | «Thnks fr th Mmrs»                                                                        |
| 2008 | ки | SingStar Vol. 3: Party Edition                                         |                                                                                | «This Ain't a Scene, It's an Arms Race»                                                   |
| 2008 | ф  | Сексдрайв                                                              |                                                                                | «I Don't Care»                                                                            |
| 2008 | ф  | Сексдрайв                                                              |                                                                                | «Fame < Infamy»                                                                           |
| 2008 | ф  | Сексдрайв                                                              |                                                                                | «Grand Theft Autumn/Where Is Your Boy Tonight» (акустическая версия)                      |
| 2009 | мс | Симпсоны (20 сезон 9 эпизод «Лиза, королева драмы»)                    |                                                                                | «The Simpsons Theme»                                                                      |
| 2009 | с  | Доктор Кто: Конфиденциально (4 сезон 15 эпизод «Одиннадцатый доктор»)  |                                                                                | «Thnks fr th Mmrs»                                                                        |
| 2009 | ф  | Американский пирог 7: Книга любви                                      |                                                                                | «Dance, Dance»                                                                            |
| 2010 | ки | Guitar Hero: Warriors of Rock                                          |                                                                                | «Dance, Dance»                                                                            |
| 2011 | с  | 20 к 1 (10 сезон 3 эпизод «Adults Only 20 to 1: Sizzling Supermodels») |                                                                                | «America's Suitehearts»                                                                   |
| 2012 | с  | A Documentary of Life (1 сезон 3 эпизод «It's a G Not an F»)           |                                                                                | «Bang the Doldrums»                                                                       |
| 2012 | с  | Танцы со звёздами (США) (15 сезон 3 эпизод «Неделя 2»)                 |                                                                                | «Dance, Dance»                                                                            |
| 2013 | с  | 90210: Новое поколение (5 сезон 21 эпизод «Королевский скандал»)       |                                                                                | «My Songs Know What You Did in the Dark (Light Em Up)»                                    |
| 2013 | с  | Мыслить как преступник (8 сезон 23 эпизод «Братья Хотчнеры»)           |                                                                                | «My Songs Know What You Did in the Dark (Light Em Up)»                                    |
| 2013 | ф  | Перси Джексон и Море чудовищ                                           | Percy Jackson: Sea of Monsters (Original Motion Picture Soundtrack)            | «My Songs Know What You Did in the Dark (Light Em Up)»                                    |
| 2013 | с  | Танцы со звёздами (17 сезон 10 эпизод «Полуфинал»)                     |                                                                                | «My Songs Know What You Did in the Dark (Light Em Up)»                                    |
| 2014 | ф  | Шаг вперёд: Всё или ничего                                             |                                                                                | «Back to Earth» (совместно со Стивом Аоки)                                                |
| 2014 | ки | NHL 15                                                                 |                                                                                | «My Songs Know What You Did in the Dark (Light Em Up)»                                    |
| 2014 | мф | Город героев                                                           | Big Hero 6 (Original Motion Picture Soundtrack)                                | «Immortals»                                                                               |
| 2015 | ф  | Простушка                                                              | The Duff (Original Motion Picture Soundtrack)                                  | «Favorite Record»                                                                         |
| 2016 | с  | Скорпион (2 сезон 13 эпизод «Белая мгла»)                              |                                                                                | «Sugar, We’re Goin Down»                                                                  |
| 2016 | ф  | Охотники за привидениями                                               | Ghostbusters (Original Motion Picture Soundtrack)                              | «Ghostbusters (I'm Not Afraid)» (при участии Мисси Эллиотт)                               |

## Видеография

### Видеоклипы
Данный список составлен на основе информации с сайтов Youtube.com, IMVDb.com и MTV.com
| Год  | Название                                                                     | Режиссёр(ы)                   |
| ---- | ---------------------------------------------------------------------------- | ----------------------------- |
| 2003 | «Dead on Arrival»                                                            | Грег Каплан                   |
| 2003 | «Grand Theft Autumn/Where is Your Boy»                                       | Дэйл Рестегини                |
| 2003 | «Saturday»                                                                   | Шейн Дрейк                    |
| 2005 | «Sugar, We’re Goin Down»                                                     | Мэттью Ленски                 |
| 2005 | «Dance, Dance»                                                               | Алан Фергюсон                 |
| 2006 | «A Little Less Sixteen Candles, a Little More „Touch Me“»                    | Алан Фергюсон                 |
| 2007 | «This Ain’t a Scene, It’s an Arms Race»                                      | Алан Фергюсон                 |
| 2007 | «The Carpal Tunnel of Love»                                                  | Кенн Наварро                  |
| 2007 | «Thnks fr th Mmrs»                                                           | Алан Фергюсон                 |
| 2007 | «„The Take Over, the Breaks Over“»                                           | Алан Фергюсон                 |
| 2007 | «I’m Like a Lawyer with the Way I’m Always Trying to Get You Off (Me & You)» | Алан Фергюсон                 |
| 2008 | «Beat It» (п. у. Джона Мейера)                                               | Шейн Дрейк                    |
| 2008 | «I Don’t Care»                                                               | Алан Фергюсон                 |
| 2009 | «America’s Suitehearts»                                                      | Мэттью Стоуски                |
| 2009 | «What a Catch, Donnie»                                                       | Алан Фергюсон                 |
| 2009 | «Headfirst Slide into Cooperstown on a Bad Bet»                              | Шейн Вальдес                  |
| 2009 | «Alpha Dog»                                                                  | Харви Уайт                    |
| 2013 | «My Songs Know What You Did in the Dark (Light Em Up)» (п. у. 2 Chainz)      | Адам Дональд, Эндрю Зэе       |
| 2013 | «The Phoenix»                                                                | Адам Дональд, Эндрю Зэе       |
| 2013 | «Young Volcanoes»                                                            | Адам Дональд, Эндрю Зэе       |
| 2013 | «Alone Together»                                                             | Адам Дональд, Эндрю Зэе       |
| 2013 | «The Mighty Fall» (п. у. Биг Шона)                                           | Адам Дональд, Эндрю Зэе       |
| 2013 | «Love, Sex, Death»                                                           | Брендан Уолтер                |
| 2013 | «Just One Yesterday» (п. у. Foxes)                                           | Адам Дональд, Эндрю Зэе       |
| 2013 | «Where Did the Party Go»                                                     | Адам Дональд, Эндрю Зэе       |
| 2013 | «Death Valley» (п. у. Томми Ли)                                              | Адам Дональд, Эндрю Зэе       |
| 2014 | «Rat a Tat» (п. у. Кортни Лав)                                               | Адам Дональд, Эндрю Зэе       |
| 2014 | «Мiss Missing You»                                                           | Адам Дональд, Эндрю Зэе       |
| 2014 | «Save Rock and Roll» (п. у. Элтона Джона и Кортни Лав)                       | Адам Дональд, Эндрю Зэе       |
| 2014 | «Immortals»                                                                  | Неизвестен                    |
| 2014 | «Centuries» (Hyperlapse Edition)                                             | Скэнтрон, Бойтлер Инк         |
| 2014 | «Centuries»                                                                  | Синдром                       |
| 2014 | «American Beauty/American Psycho»                                            | Синдром                       |
| 2015 | «Irresistible»                                                               | Брендан Уолтер, Мел Сориа     |
| 2015 | «Uma Thurman»                                                                | Лиз Ньюман, Рэймонд Хаузерман |
| 2015 | «Back to Earth» (совместно со Стивом Аоки)                                   | Аарон Грассо                  |
| 2015 | «Irresistible» [версия с Деми Ловато] (п. у. Doug the Pug)                   | Дилан Уайт                    |
| 2015 | «Irresistible» (п. у. Деми Ловато)                                           | Уэйн Айшем                    |
| 2017 | «Young and Menace»                                                           | Скэнтрон, Мэл Сориа           |
| 2017 | «Champion»                                                                   | Скэнтрон, Мэл Сориа           |
| 2017 | «The Last of the Real Ones»                                                  | Джустус Мейер                 |
| 2017 | «Hold Me Tight or Don't»                                                     | Брендан Уолтер, Мэл Сориа     |
| 2018 | «Wilson (Expensive Mistakes)»                                                | Y2K                           |

### Фильмы
| Год  | Детали |
| ---- | --- |
| 2014 | The Young Blood Chronicles - Релиз: 21 мая - Примечание: Музыкальный фильм, визуальная реализация альбома Save Rock and Roll. - Длительность: 50 мин. - Режиссёры: Адам Дональд, Эндрю Зэе - Формат(ы): DVD, ЦД |